# Alcarràs (pel·lícula)
|  | Aquest article tracta sobre la pel·lícula. Si cerqueu el poble, vegeu «Alcarràs». |

Alcarràs és una pel·lícula d'autor dramàtica de coproducció internacional dirigida per Carla Simón el 2022. Explica la història d'una família pagesa de Ponent que veu desaparèixer el seu estil de vida davant de l'amenaça d'un desnonament imminent.
Rodada íntegrament en català, en localitzacions reals i amb intèrprets no professionals, va guanyar l'Os d'Or al 72è Festival Internacional de Cinema de Berlín i es va convertir en la primera pel·lícula de la història en aquesta llengua a rebre el guardó i en una de les més taquilleres de la història del cinema en català, a més d'obtenir una valoració favorable per part de la crítica professional.
Més endavant, Alcarràs va ser la pel·lícula seleccionada per l'Acadèmia de les Arts i les Ciències Cinematogràfiques d'Espanya per a competir en la cursa pels Oscar com a millor pel·lícula de parla no anglesa, a més de ser la primera pel·lícula en català nominada als Premis del Cinema Europeu. Als Premis Gaudí de 2023, Alcarràs i Un año, una noche van ser les pel·lícules més premiades de la nit amb cinc guardons cadascuna, obtenint la primera els premis a millor pel·lícula, direcció i guió original. D'altra banda, va optar amb onze nominacions als XXXVII Premis Goya de 2023, tot i no guanyar-ne cap, en una decisió que va ser considerada força polèmica, injusta i incomprensible. L'obra cinematogràfica formà part del Cicle Gaudí de l'Acadèmia del Cinema Català l'any 2022.

## Argument
Després de vuitanta anys i tres generacions conreant la mateixa terra, la família Solé s'enfronta a una amenaça sense precedents. Ambientada a Alcarràs (el Segrià), la trama conforma un drama rural familiar sobre la desaparició de les activitats agrícoles que gira al voltant de l'amenaça d'instal·lar un camp de panells fotovoltaics en una parcel·la agrícola dedicada fins llavors al conreu del presseguer, fet que empeny els membres de la nissaga pagesa a retrobar-se i reconèixer-se enfront de l'adversitat.
L'acció arrenca quan la família Solé rep la notícia que ha d'abandonar les terres a finals d'estiu irremeiablement. Alcarràs és la història d'aquesta espera, la crònica d'un últim estiu al llarg dels dos mesos de collita. En suma, el testimoni d'un ecosistema que s'esquerda representat per la coralitat d'una família que actua com un sol cos sense deixar de banda les diverses i diferents individualitats de cadascun dels personatges.

## Repartiment
- Jordi Pujol Dolcet com a Quimet
- Anna Rodríguez Otín com a Dolors
- Xènia Roset com a Mariona[1]
- Albert Bosch com a Roger
- Ainet Jounou com a Iris
- Josep Abad com a Rogelio
- Montse Oró com a Nati[15]
- Carles Cabós com a Cisco
- Isaac Rovira com a Pau[16]
- Joel Rovira com a Pere
- Berta Pipó com a Glòria
- Elna Folguera com a Teia[17]
- Antònia Castells com a tieta Pepita[18]

## Producció

### Guió

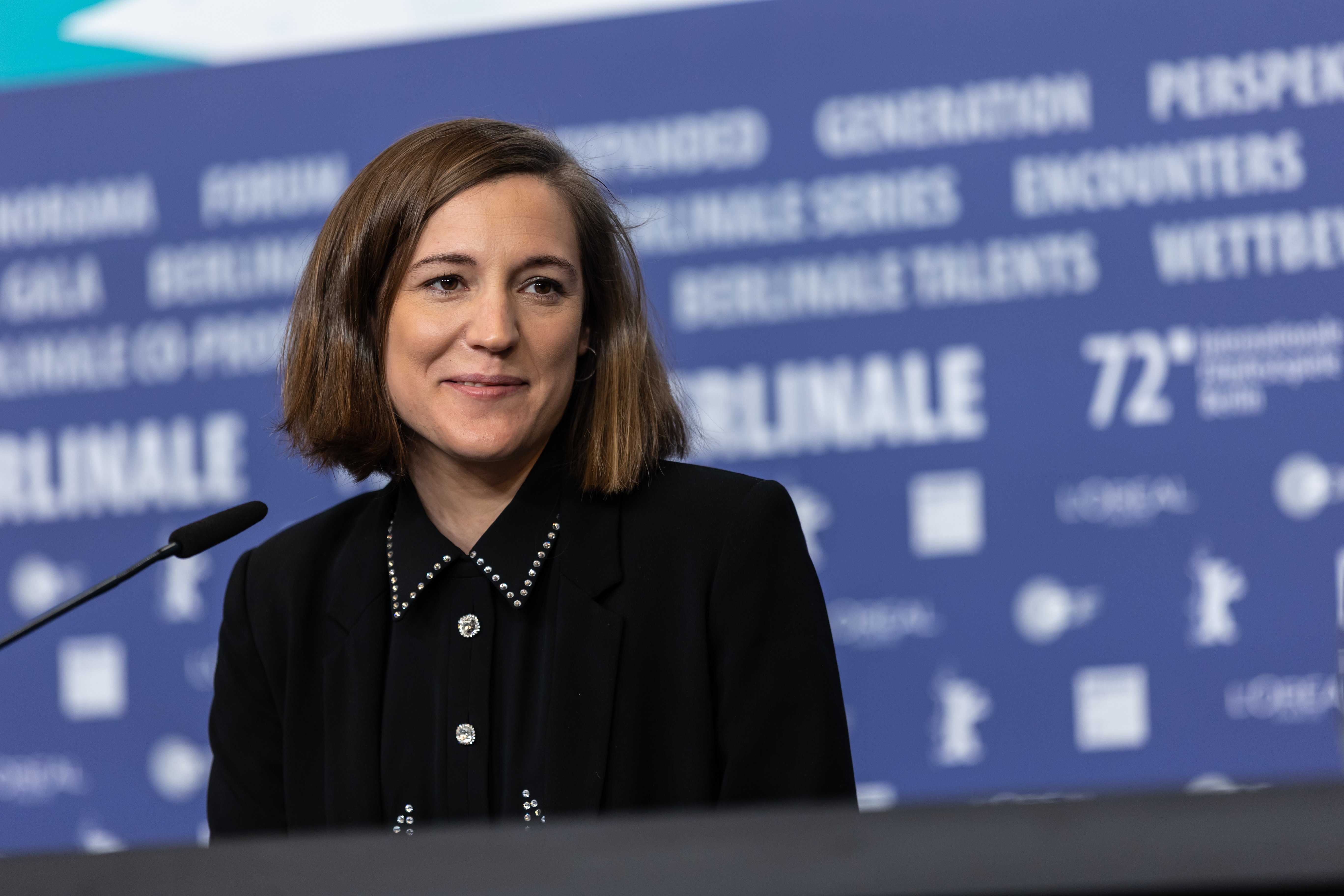
La directora Carla Simón en la roda de premsa dAlcarràs a la Berlinale

La mort del seu padrí va fer que la cineasta Carla Simón sentís la necessitat de posar en relleu el seu llegat i de preguntar-se què seria de la terra que havia treballat. El guió va ser escrit a quatre mans per Simón, basant-se en el record del seu padrí i els seus tiets de Cal Cameta que continuen conreant presseguers, conjuntament amb el bellvisenc Arnau Vilaró, fill i net de pagesos, amb qui es coneixen des de l'etapa universitària. El procés d'escriptura i reescriptures del guió va constar de fins a vint-i-dues versions. A tall d'exemple, en les primeres versions, Alcarràs passava al llarg de quatre estacions, el Cisco i el Quimet eren germans, el padrí Rogelio perdia la vida al final de la història i hi havia una padrina que tenia el valor de posar-se davant de la màquina excavadora cada cop que aquesta arribava a la finca i es posava a arrencar arbres.

### Càsting

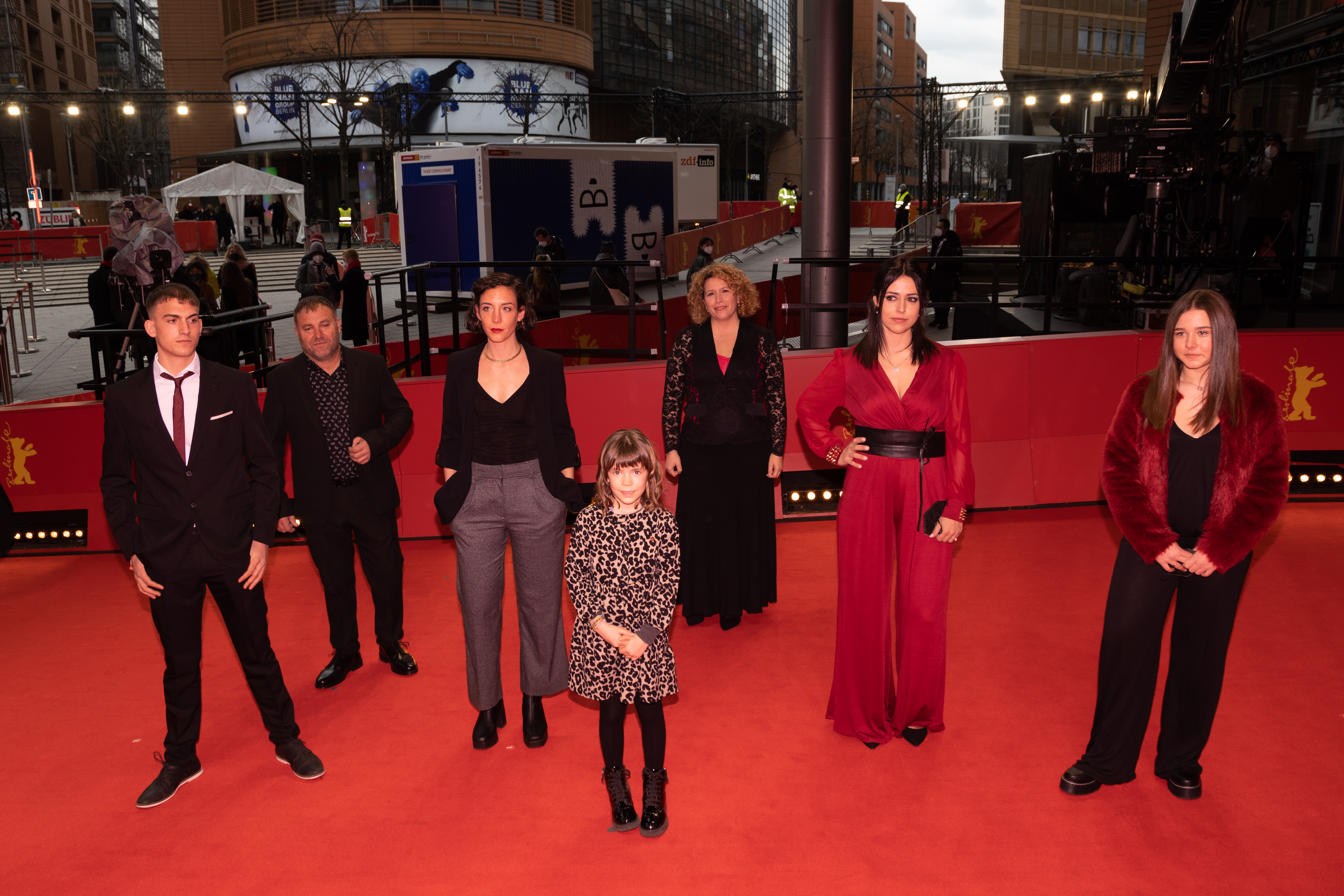
Membres del repartiment durant la presentació de la pel·lícula a la Berlinale

El repartiment coral que integra la família Solé està format per intèrprets ponentins no professionals seleccionats a partir d'entrevistes individuals, procés que garanteix l'honestedat, el coneixement i l'empatia amb diversos dels aspectes en què aprofundeix la pel·lícula, i que permet «aconseguir moments de veritat en el gest, la parla, els moviments i les expressions». El càsting que es va iniciar el 2019, es va dur a terme durant un any aprofitant les festes majors dels pobles de les comarques del Baix Segre i el Pla d'Urgell i s'hi van presentar més de 9.000 aspirants sense experiència prèvia en el món de la interpretació actoral. Segons Simón, aquesta decisió es va dur a terme per a seleccionar persones dedicades al treball de la terra i que parlessin el dialecte català nord-occidental sense sotmetre'l a l'estàndard. La directora de càsting, Mireia Juárez, que ja havia seleccionat l'elenc d'obres cinematogràfiques com ara Truman, El olivo i Estiu 1993, va disposar d'un equip de vuit persones per a rastrejar la zona, tot i que Simón havia sospesat la idea inicial de treballar amb una família real que sostingués la trama.

### Rodatge
La pel·lícula va ser produïda per Avalon i Vilaüt Films juntament amb Kino Produzioni i TV3, amb la participació de TVE i Movistar+ i el suport de l'Institut de la Cinematografia i de les Arts Audiovisuals, l'Institut Català de les Empreses Culturals, Creative Europe MEDIA, Eurimages, MIBACT i la Diputació de Lleida. Va comptar amb un pressupost aproximat de tres milions d'euros i va ser rodada íntegrament en català. La directora de fotografia va ser la boliviana Daniela Cajías, guanyadora d'un Goya el 2021 per Les nenes.

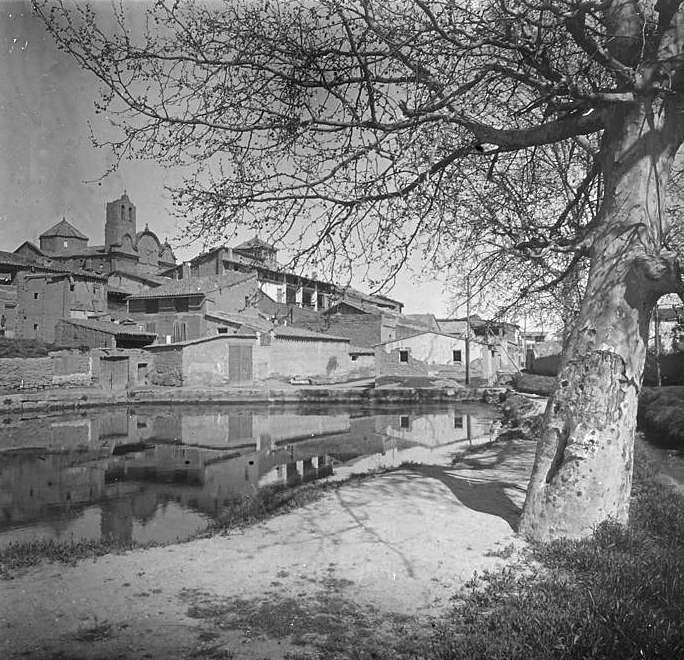
Imatge històrica de la bassa d'Alcarràs

El març de 2020, quan estava a punt de començar la producció, l'esclat de la pandèmia de COVID-19 va obligar a ajornar temporalment el projecte. La diferència d'edat dels intèrprets del rodatge, entre els quals hi havia persones grans, també va fer augmentar les mesures sanitàries de prevenció.
Finalment, l'equip de filmació va començar el 1r de juny de 2021 al terme d'Alcarràs en plena campanya de la fruita, en localitzacions reals i filmades sense filtres preciosistes, amb el rodatge restringit a l'estiu a causa de l'estacionalitat de l'escenari de la pel·lícula, relacionat amb l'època de collita del préssec. Part de la pel·lícula també va filmar-se en poblacions properes com Sucs, les partides de Monral, el Puntal, la Llitera i la discoteca Florida 135 de Fraga, Massalcoreig i al mas Cal Pantaló de la Granja d'Escarp. El rodatge va finalitzar després de vuit setmanes i, en total, es va comptar amb la col·laboració de fins a 24 municipis de les comarques del Segrià, el Pla d'Urgell, la Noguera i la Franja de Ponent.

### Intèrprets

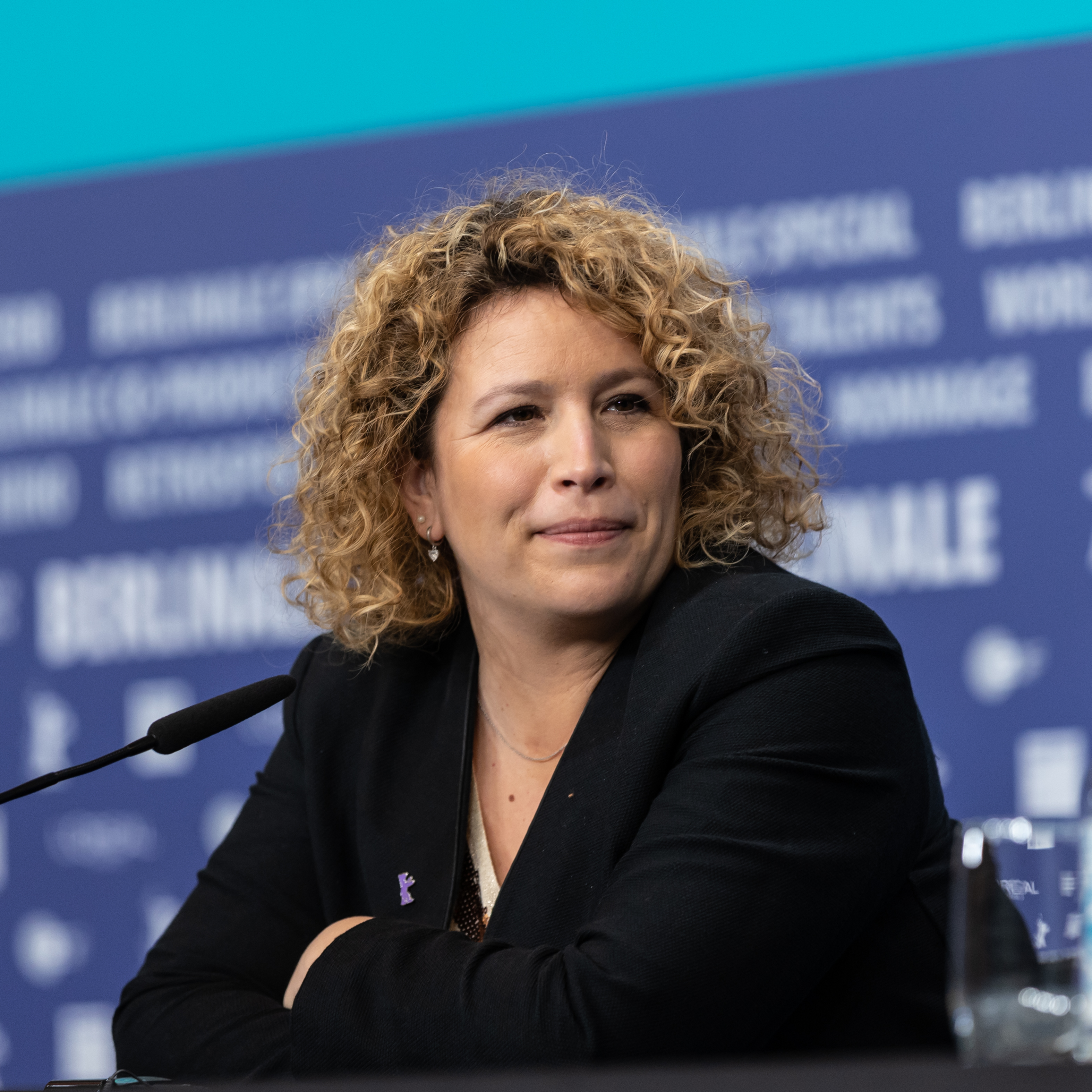
L'actriu Anna Rodríguez Otín a la roda de premsa de la Berlinale

Els personatges de ficció, per tant, tenen característiques de les persones reals que els interpreten. Com és el cas de Jordi Pujol Dolcet, de Cal Batarri de Soses, que van fitxar per a la pel·lícula veient-lo en acció en una manifestació d'agricultors, el qual era pagès i havia portat les terres de la família fins que catorze anys enrere havia hagut de plegar empès pels preus ínfims que es pagaven per la fruita de pinyol, llavors va començar a treballar a la brigada de l'ajuntament i a les tardes continua conreant un tros de terra que manté com a afició. O Anna Rodríguez Otín, mestra d'educació infantil d'Almacelles en la vida real, que havia collit fruita de jove a l'estiu amb les amigues per a costejar-se el preu de la carrera de magisteri. També el fragatí Carles Cabós va haver de deixar la terra per a dedicar-se al transport de camions, i la seua esposa apareix a la pel·lícula com a figurant. En canvi, Josep Abad fa de pagès des dels catorze anys, o també Albert Bosch, de Puigverd de Lleida, a qui van anar a buscar a les piscines del seu poble i que, ferm a les arrels familiars, treballa orgullós al tros cada dia, tot i que després de l'experiència de la pel·lícula s'hagi plantejat la idea de ser actor. Montse Oró, filla de Llardecans i veïna d'Alcarràs, havia fet teatre amateur i Xènia Roset, de Torregrossa, es va presentar a un càsting a Bellpuig amb més de 400 nenes. L'única actriu professional del rodatge és Berta Pipó, germana de Carla Simón a la vida real, que és actriu de teatre i que a Alcarràs encarna la Glòria, la germana del Quimet i la Nati, que viu a Barcelona.
Abans del rodatge, Simón va convocar el repartiment en una masia llogada de l'horta lleidatana on van treballar tres mesos familiaritzant-se amb els personatges d'una manera distesa i assajant algunes de les escenes per parelles i en grup; fins i tot van gravar escenes prèvies a l'acció de la pel·lícula, fet que els va ajudar a endinsant-se en la història i ser més conscients dels seus papers, i així van sorgir els vincles i la familiaritat entre els intèrprets que es reflecteixen al llarg de la pel·lícula.

## Postproducció

### Muntatge
Tot i les més de noranta hores gravades, algunes escenes van caure durant el rodatge per culpa de la Covid-19 i d'altres es van haver d'eliminar o retallar al muntatge final. L'edició cinematogràfica d'Alcarràs, al llarg de gairebé un any de feina, va anar a càrrec d'Ana Pfaff, guanyadora de dos premis Gaudí per Estiu 1993 (2018) i Els dies que vindran (2020), en col·laboració amb la directora Carla Simón.

### Música
Entre la música que s'escolta durant la pel·lícula destaca especialment la «Cançó de pandero», un cant de batre transmès oralment que acompanya les feines agrícoles, que la recorre i enllaça els fets del passat amb la generació més jove, que és qui la canta. En aquest cas, es tracta d'una lletra escrita pels guionistes de la pel·lícula, Carla Simón i Arnau Vilaró, i arranjada pel guitarrista de jazz Ernest Pipó:
| « | Si el sol fos jornaler, no matinaria tant. Si el marquès hagués de batre, ja ens hauríem mort de fam. Jo no canto per la veu, ni a l'alba, ni al nou dia, canto per un amic meu que per mi ha perdut la vida. | » |

També hi sonen «La presó del rei de França», interpretada pels Grallers d'Almacelles seguint la versió instrumental que va popularitzar la Companyia Elèctrica Dharma, «Plan 10» de Dr. Calypso i «Ton pare no té nas», interpretada pel Cor Banahà de Bellvís.

## Estrena

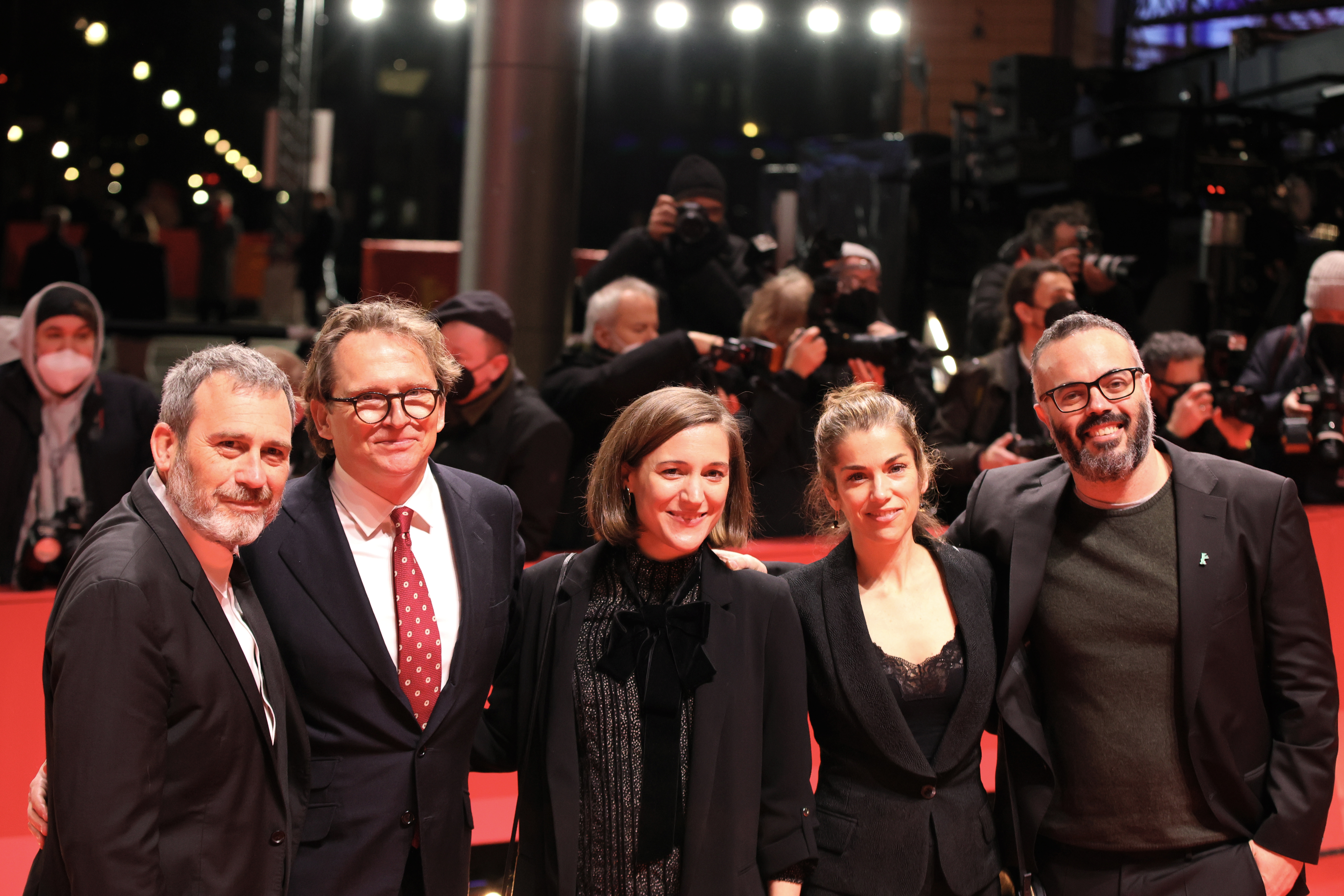
Part de l'equip de filmació amb Carla Simón al centre

Cinc anys després que Carla Simón guanyés el Gran Premi del Jurat per l'obra Estiu 1993 al 67è Festival Internacional de Cinema de Berlín, Alcarràs es va projectar a la competició oficial del 72è Festival Internacional de Cinema de Berlín el 15 de febrer de 2022 i va guanyar l'Os d'Or d'aquella edició, fet que la va convertir en la primera pel·lícula rodada en català a rebre aquest premi. El jurat del certamen la va distingir el 16 de febrer per les «extraordinàries interpretacions, tant dels d'actors infantils com dels actors de més de vuitanta anys», i per la capacitat de «mostrar la tendresa i la comèdia de la família i el retrat de la dependència de la terra», en paraules del director de cinema i president del jurat M. Night Shyamalan. La retransmissió en directe de la cerimònia de lliurament de premis del festival va ser seguida en una pantalla gegant a Lo Casino d'Alcarràs per més de dos-cents veïns i una desena dels intèrprets que acabaven d'arribar de la capital alemanya.
Després de guanyar l'Os d'Or a Berlín, Alcarràs, que en un principi havia de competir per la Bisnaga d'Or, es va projectar al 25è Festival de Màlaga el dissabte 19 de març a les 8.30 del matí a la secció oficial fora de concurs. En la roda de premsa de la presentació al cinema Albéniz, Simón va rememorar la Bisnaga d'Or que havia guanyat el 2017 amb Estiu 1993.
La pel·lícula es va preestrenar el 26 d'abril a La Llotja de Lleida davant de 1.000 espectadors, amb la presència de la directora, l'equip artístic, el president Pere Aragonès i l'alcalde de la ciutat Miquel Pueyo, i va ser objecte d'una llarga ovació final. Distribuïda per Avalon a l'Estat espanyol, Alcarràs es va estrenar comercialment a les sales de cinema el 29 d'abril de 2022. El dia abans, la cinta havia estat l'encarregada d'inaugurar el D'A Film Festival a la sala gran del Cine Aribau de Barcelona.
La primera setmana de la seva exhibició comercial se'n van distribuir 169 còpies i tretze localitats de Ponent, que habitualment no projecten cinema, van reobrir per a estrenar-la. Alcarràs va ser la millor estrena en català de l'última dècada, d'ençà de Bruc (2010), i es va situar en la segona posició de la taquilla a escala estatal, arribant a convocar 60.000 espectadors i recaptant més de 400.000 euros, tres quartes parts només a Catalunya, i comptant amb una bona distribució internacional car entre l'estiu i la tardor es va estrenar a la majoria dels països. La distribució internacional va anar a càrrec de MK2 Films i Mubi va comprar-ne els drets per als països anglosaxons, l'Amèrica Llatina i el sud-est asiàtic. A l'Estat francès es va estrenar el dia 18 de gener de 2023 amb el títol de Nos soleils («Els nostres sols»). Aquell mateix any va ser la pel·lícula més prestada a la Xarxa de Biblioteques Municipals de la Diputació de Barcelona.
El divendres 19 d'agost de 2022, després de sumar 365.000 espectadors a les sales de cinema de l'Estat espanyol i més de 2,2 milions d'euros recaptats a taquilla, Alcarràs va fer el salt a les plataformes audiovisuals de reproducció en línia Filmin, Amazon Prime Video, iTunes, Movistar Plus+, Vodafone TV, Orange TV, Google Play i Rakuten TV.
A més, el Departament d'Acció Exterior i Unió Europea de la Generalitat de Catalunya, amb el suport de l'Institut Ramon Llull, va maldar perquè Alcarràs pogués estrenar-se també a l'estranger en indrets com el Centre Pompidou de París, el cinema Zita d'Estocolm, amb el títol d'En persikolund i Katalonien, o el Festival de Cinema Català de Copenhaguen.

### Recaptació
Al cap de l'any 2022, Alcarràs havia obtingut una recaptació en cinemes acumulada de 2,3 milions d'euros, fet que la convertia en la 35a pel·lícula més taquillera de l'any a escala estatal i la 7a cinta de producció espanyola més vista, així com el film en català més vist del 2022. Un any després de guanyar l'Os d'Or a Berlín, la pel·lícula l'havien vist prop de 400.000 espectadors a l'Estat espanyol i havia estat present en 150 festivals de cinema.

### Controvèrsia
El fet que les sales de cinema tinguin llibertat per a triar versió va fer que alguns exhibidors optessin per projectar la pel·lícula subtitulada en castellà en alguns cinemes catalans, argüint que ajudava a entendre tots els diàlegs i que podia interessar a la comunitat no catalanoparlant. La còpia digital de la pel·lícula que es va distribuir comptava amb la versió original (VO), subtítols en castellà (VOSE), subtítols en anglès (VOSA) i doblada al castellà (VE). La polèmica sobre els subtítols va acabar afavorint l'entrada a les sales que programaven la VO. Al remat, en algunes sales els espectadors es van queixar i van demanar que els tornessin els diners de l'entrada quan van saber que la versió exhibida era en castellà, en considerar-ho una renúncia i un símptoma de la subjugació de la llengua a les lògiques d'acumulació del mercat cultural.

## Acollida

### Crítica
Sergi Sánchez, en la seva ressenya a Fotogramas, en va destacar la transparència de la càmera, l'equilibri dels punts de vista narratius i el treball amb els actors no professionals, talment Ermanno Olmi a L'arbre dels esclops i Alice Rohrwacher a La meraviglie. També va valorar la capacitat artística de Carla Simón, relacionant-la amb els postulats d'André Bazin, ja que, «en tractar-se d'una pel·lícula coral i malgrat l'aparent senzillesa del relat, exigeix un ple domini del guió, la càmera i el muntatge».
En una ressenya per a The Telegraph, el crític de cinema Tim Robey va puntuar la pel·lícula amb cinc estrelles sobre cinc, considerant que la pel·lícula «gestiona un domini lleuger i improvisador, un control impecable del to i un quadre greu però il·luminat per un final, amb cadascuna d'aquestes cares girades en dol col·lectiu, que mai no oblidaré».
Fionnuala Halligan, de l'Screen Daily, va escriure que Alcarràs constitueix una «contemplació profundament autèntica i commovedora de la fragilitat de la família, i, de nou, de la infància» considerant que la pel·lícula té «tots els trets distintius d'una pel·lícula molt concreta amb un atractiu emocionalment ampli, un assaig reflexiu que també pot sonar i taral·lejar-se».
Guy Lodge, de Variety, va considerar que Alcarràs confirma «la força i la coherència de la veu de Simón» després d'Estiu 1993, i va observar que «equilibra una consciència política corprenedora amb el seu drama domèstic tan tendrament observat».
Escrivint per a Little White Lies, Caitlin Quinlan va destacar que la pel·lícula «assoleix un hàbil equilibri entre la reminiscència idíl·lica i la malenconia per a un lloc estimat», alhora que «ofereix una història commovedora sobre l'impacte del desenvolupament industrial en l'agricultura».
Eulàlia Iglesias, al diari Ara, va veure-hi un retrat d'arrel neorealista «que privilegia el compromís de veracitat amb l'entorn que retrata i la perspectiva humanista» d'una família pagesa, «que al llarg d'un estiu experimentarà la transformació inexorable del seu estil de vida», en el qual és «la crònica de la fi de tota una forma d'entendre un vincle col·lectiu amb la terra». I en va destacar el gran control de la posada en escena i un talent extraordinari a la manera de John Ford i Lucrecia Martel.
A la publicació digital Núvol, Carlota Rubio va relacionar Alcarràs amb el concepte d'«essencialisme estratègic» introduït per la filòsofa índia Gayatri Spivak en l'àmbit dels estudis postcolonials, consistent en una operació que en l'activisme serveix perquè grups diversos uneixin forces temporalment per una causa major com fa la pel·lícula pel que fa a la qüestió de gènere, la llengua o la descentralització territorial. En canvi, Joan Burdeus va considerar que «la modernitat d'Alcarràs acaba essent tant genèrica que només ens deixa amb un sentiment d'impotència tan repetit últimament que ja gairebé és més un massatge que una sacsejada».
Jordi Montell, a la Directa, en va destacar l'«estil objectiu i nu proper al documental i una gran capacitat d'observació» de Simón que, a diferència de les seves propostes cinematogràfiques anteriors, «incorpora un missatge més reivindicatiu, més polític, una lluita col·lectiva que s'uneix a les lluites personals».

## Premis
Després de guanyar l'Os d'Or el 16 de febrer de 2022 a Berlín, Alcarràs va ser una de les pel·lícules nominades per als trenta-cinquens Premis del Cinema Europeu, que es van entregar el 10 de desembre en una gala que es va realitzar a Reykjavík, juntament amb Pacifiction, d'Albert Serra, i la coproducció catalana As bestas, de Rodrigo Sorogoyen.
Als Premis Gaudí de 2023, Alcarràs i Un año, una noche, d'Isaki Lacuesta, van ser les pel·lícules més premiades de la cerimònia realitzada a la Sala Oval del Museu Nacional d'Art de Catalunya, amb cinc guardons cadascuna, obtenint la primera els premis a millor pel·lícula, direcció i guió original.
Per als XXXVII Premis Goya, que es van celebrar l'11 de febrer de 2023 al Palau de Congressos i Exposicions de Sevilla, Alcarràs va obtenir onze nominacions i va competir com a millor pel·lícula amb As bestas, Cinco lobitos, La maternal i Modelo 77. Tanmateix, no es va endur cap dels guardons als quals optava, fet que va ser criticat i va desfermar una certa polèmica i incomprensió entre el públic i la crítica cinematogràfica. A més d'Alcarràs, una altra pel·lícula en català, Suro, de Mikel Gurrea, va comptar amb dues nominacions: a millor direcció novella i a millor actriu protagonista per a Vicky Luengo. També en aquesta edició, Laia Costa va guanyar el Goya a la millor actriu per la seva interpretació de mare novella a Cinco lobitos.
Per un altre cantó, Carla Simón va ser mereixedora del premi Feroz a la millor direcció, que va recollir el 28 de gener de 2023 a l'Auditori de Saragossa, i Alcarràs va rebre el Fotograma de Plata a la millor pel·lícula, els premis de la crítica lliurats el 21 de març del mateix any al Teatre Barceló de Madrid.
| Any  | Premi                                             | Categoria                                          | Resultat   |
| ---- | ------------------------------------------------- | -------------------------------------------------- | ---------- |
| 2022 | 72è Festival Internacional de Cinema de Berlín    | Os d'Or                                            | Guanyadora |
| 2022 | Festival Internacional de Cinema de Sant Sebastià | Premi Lurra de Greenpeace                          | Guanyadora |
| 2022 | 35ns Premis del Cinema Europeu                    | Millor pel·lícula                                  | Nominada   |
| 2022 | 35ns Premis del Cinema Europeu                    | Millor guió                                        | Nominada   |
| 2022 | 35ns Premis del Cinema Europeu                    | Premi European University Film                     | Nominada   |
| 2023 | 15ns Premis Gaudí                                 | Millor pel·lícula                                  | Guanyadora |
| 2023 | 15ns Premis Gaudí                                 | Millor direcció                                    | Guanyadora |
| 2023 | 15ns Premis Gaudí                                 | Millor guió original                               | Guanyadora |
| 2023 | 15ns Premis Gaudí                                 | Millor interpretació revelació, per a Albert Bosch | Nominada   |
| 2023 | 15ns Premis Gaudí                                 | Millor interpretació revelació, per a Xènia Roset  | Nominada   |
| 2023 | 15ns Premis Gaudí                                 | Millor actriu secundària, per a Berta Pipó         | Nominada   |
| 2023 | 15ns Premis Gaudí                                 | Millor actriu secundària, per a Montse Oró         | Nominada   |
| 2023 | 15ns Premis Gaudí                                 | Millor actor secundari, per a Josep Abad           | Nominada   |
| 2023 | 15ns Premis Gaudí                                 | Millor direcció de producció                       | Guanyadora |
| 2023 | 15ns Premis Gaudí                                 | Millor muntatge                                    | Nominada   |
| 2023 | 15ns Premis Gaudí                                 | Millor música original                             | Nominada   |
| 2023 | 15ns Premis Gaudí                                 | Millor fotografia                                  | Nominada   |
| 2023 | 15ns Premis Gaudí                                 | Millor vestuari                                    | Nominada   |
| 2023 | 15ns Premis Gaudí                                 | Millor so                                          | Nominada   |
| 2023 | 15ns Premis Gaudí                                 | Premi especial del públic                          | Guanyadora |
| 2023 | 10ns Premis Feroz                                 | Millor pel·lícula dramàtica                        | Nominada   |
| 2023 | 10ns Premis Feroz                                 | Millor direcció                                    | Guanyadora |
| 2023 | 10ns Premis Feroz                                 | Millor guió                                        | Nominada   |
| 2023 | Medalles del Cercle d'Escriptors Cinematogràfics  | Millor actor revelació, per a Albert Bosch         | Guanyadora |
| 2023 | 37ns Premis Goya                                  | Millor pel·lícula                                  | Nominada   |
| 2023 | 37ns Premis Goya                                  | Millor direcció                                    | Nominada   |
| 2023 | 37ns Premis Goya                                  | Millor guió original                               | Nominada   |
| 2023 | 37ns Premis Goya                                  | Millor actor revelació, per a Albert Bosch         | Nominada   |
| 2023 | 37ns Premis Goya                                  | Millor actor revelació, per a Jordi Pujol          | Nominada   |
| 2023 | 37ns Premis Goya                                  | Millor actriu revelació, per a Anna Rodríguez      | Nominada   |
| 2023 | 37ns Premis Goya                                  | Millor muntatge                                    | Nominada   |
| 2023 | 37ns Premis Goya                                  | Millor direcció de producció                       | Nominada   |
| 2023 | 37ns Premis Goya                                  | Millor fotografia                                  | Nominada   |
| 2023 | 37ns Premis Goya                                  | Millor direcció d'art                              | Nominada   |
| 2023 | 37ns Premis Goya                                  | Millor so                                          | Nominada   |
| 2023 | Fotogramas de Plata                               | Millor pel·lícula                                  | Guanyadora |
| 2023 | Rosa de Sant Jordi                                | Millor pel·lícula                                  | Guanyadora |
| 2023 | Premi LUX del Parlament Europeu                   | Millor pel·lícula                                  | Nominada   |

## Crítica social

### Món rural
Segons la investigadora en literatura comparada Aina Vidal-Pérez, el tres temes principals de la pel·lícula graviten al voltant de la terra: el treball, la propietat i la transmissió. A Alcarràs s'explica que el terratinent Pinyol va ser amagat per la família Solé durant la Guerra Civil espanyola, a qui, en compensació, se li van cedir els camps en usdefruit. És així com el padrí Rogelio remet a la pervivència d'un passat no tan llunyà en què la producció agrícola era central com a sector econòmic i no havia hagut d'adaptar-se als monocultius ni als abusos de les cadenes de distribució alimentària, ni les plagues de conills existien perquè encara no se n'havien exterminat els depredadors naturals. Així, doncs, la pel·lícula narra una part de la història i de la terra, posant en valor i denunciant l'oblit a què s'han sotmès determinats territoris perifèrics, espais que interessaven poc al teixit productiu dominant que ha bastit l'imaginari col·lectiu del capitalisme global.
En definitiva, posant l'accent en l'oralitat com allò que ens fa ser més humans, Alcarràs és el tribut a un ofici que dona veu al llegat de la memòria compartida i les històries dels nostres avantpassats, històries que defineixen el nostre territori, el nostre patrimoni cultural i, per tant, la nostra identitat.

### Defensa de la terra
Les comarques de Ponent, històricament maltractades per projectes desenvolupistes, continuen en ple segle xxi sota l'amenaça de projectes especulatius que atempten contra una manera de vida dels seus habitants lligada al conreu i estima de la terra. Si no es produeix un gir de guió, les empreses Ignis Energia i Solaria podrien sumar vuit-centes hectàrees per a generar quatre-cents megawatts de potència. La línia d'alta tensió que els pagesos no volen que travessi els seus camps farà disset quilòmetres malgrat que les plataformes ciutadanes hagin presentat més de dues mil al·legacions contra els projectes solars. Per un altre cantó, amb 9.500 persones, Alcarràs és el poble dels Països Catalans que té més macrogranges, amb gairebé 250.000 porcs, a més de pollastres, gallines, vedells i bens, essent el segon municipi d'Europa amb més animals de granja.
Ja sigui a costa de la ramaderia intensiva o amb la forma de macroprojectes energètics que afecten camps en rendiment i de les línies de molt alta tensió que hi van associades, les corporacions de l'Ibex 35, aprofitant les subvencions a les energies renovables en una mal entesa transició energètica, semblen tenir carta blanca per a expropiar, via «utilitat pública», aquelles terres que els són necessàries amb l'ajut inestimable del fenomen polític de les «portes giratòries». Només al País Valencià la tardor del 2021 la Generalitat Valenciana va rebre 406 peticions d'autorització de «camps solars».
Al davant d'això, una pagesia que sobreviu entre l'encariment dels preus del cost de producció, els baixos preus de les vendes, les burocràcies inacabables, les importacions de fruita dolça, la falta de relleu generacional i el conseqüent despoblament, s'encara amb l'empobriment social, econòmic i ecològic del país. Els protagonistes de la pel·lícula, però, continuen resistint-se al monopoli de la industrialització del camp davant d'un sistema que els empeny a un costat amb el progrés com a bandera.

### Cinema en català

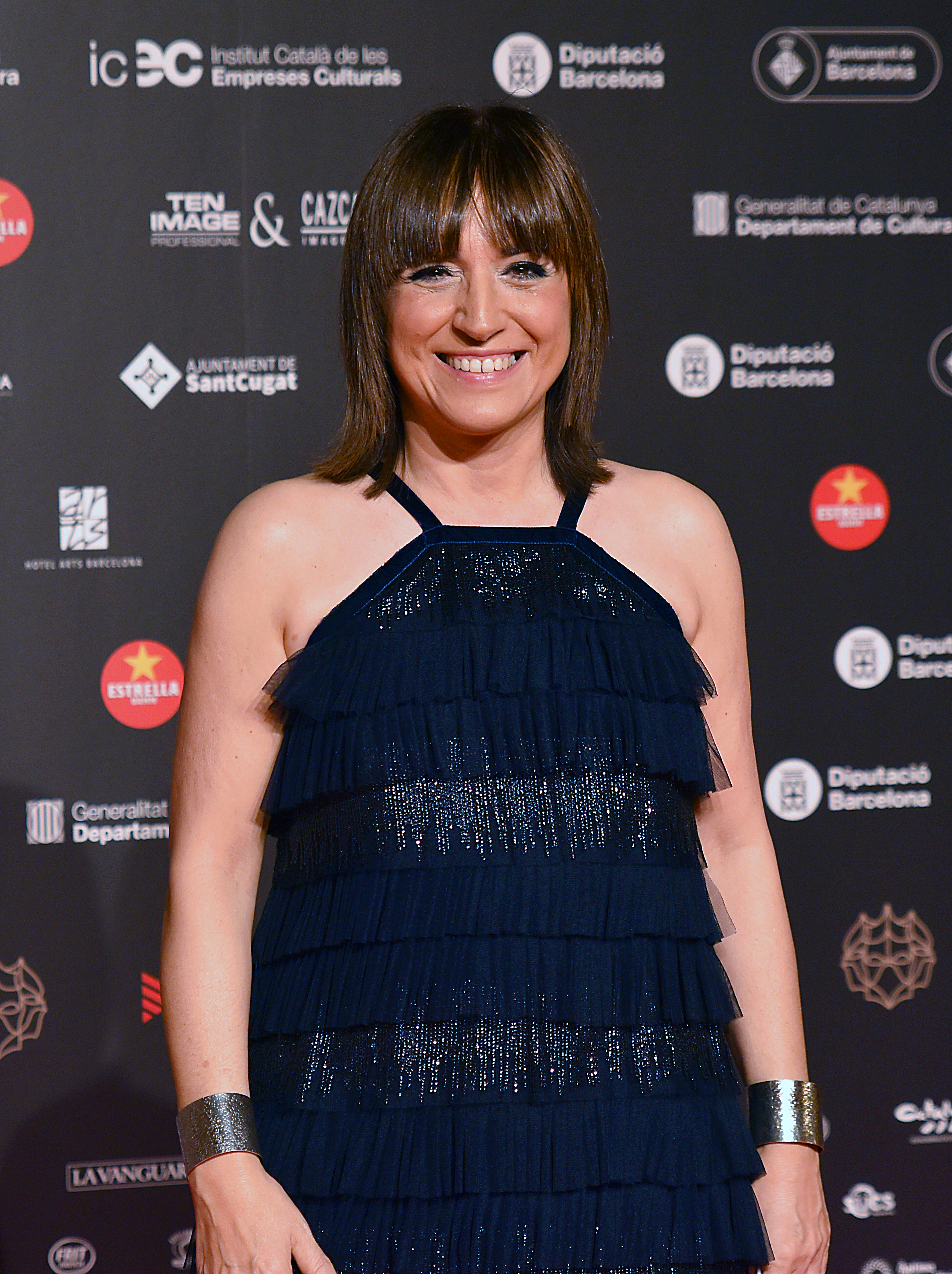
Judith Colell als XIV Premis Gaudí (2022)

L'èxit comercial d'Alcarràs, equiparable al de Pa negre (2010) que va arribar a ser precandidata per als premis Oscar, va fer renéixer el debat social entorn de la manca d'inversió en el cinema en català i la poca quantitat de continguts audiovisuals en aquesta llengua. La presidenta de l'Acadèmia del Cinema Català, la cineasta Judith Colell, va lamentar que només 6 dels 59 títols candidats als Premis Gaudí de 2022 fossin en català i que, de mitjana, aquests tinguessin un pressupost de 720.000 euros, molt per sota dels 2.000.000 d'euros de les pel·lícules en altres llengües.
Atès que la inversió en coproduccions de TV3 havia caigut un 50% en l'última dècada, els professionals de la indústria cinematogràfica van reclamar que s'invertís més en la producció de llargmetratges davant la situació del català com a llengua minoritzada, i del fet que els ajuts de la Generalitat de Catalunya al cinema haguessin representat només el 0,008 del PIB català del 2020.

## Després de la pel·lícula
El 16 de juny de 2022, l'editorial La Magrana va publicar el llibre Alcarràs. Una història sobre la terra, la pagesia i la família, del coguionista de la pel·lícula i continuista del rodatge, el bellvisenc Arnau Vilaró. L'obra inclou el guió i narra la concepció de la pel·lícula, com va ser pensada, definida i explicada per la seua creadora, la cineasta Carla Simón.
El 24 d'agost, Simón va ser l'encarregada de pronunciar el pregó d'inici de la festa major a la plaça de l'Església del municipi que dona nom a la seva pel·lícula juntament amb la proclamació de les pubilles i els hereus, i el 23 de setembre de 2022 va realitzar el pregó que va inaugurar les Festes de la Mercè de Barcelona donant el tret de la sortida a una intensa programació cultural.
La pel·lícula va ser l'escollida per l'Acadèmia de Cinema espanyol per competir als premis Oscar 2023 en representació del cinema espanyol i dins de la categoria de pel·lícules de parla no anglesa, però no aconseguí ser seleccionada.
El 1r febrer de 2023, la direcció de la Berlinale va comunicar que Carla Simón seria membre del jurat internacional del 73è Festival Internacional de Cinema de Berlín, després de guanyar l'Os d'Or en l'edició anterior, conjuntament amb les actrius Kristen Stewart i Golshifteh Farahani, i els directors Radu Jude, Francine Maisler, Johnnie To i Valeska Grisebach. En aquesta edició del festival, l'actriu basca Sofía Otero va rebre amb nou anys l'Os de Plata a la millor interpretació per 20.000 espècies d'abelles i el documental A l'Adamant, sobre un centre de dia que acull adults amb trastorns mentals situat als peus del pont Charles-de-Gaulle, al marge dret del riu Sena a París, es va endur l'Os d'Or.
El 1r de juny de 2023 Carla Simón va merèixer el premio Nacional de Cinematografía que atorga el Ministeri de Cultura. El jurat va destacar d'Alcarràs «la naturalitat i precisió en la construcció d'històries i personatges, que combina amb intel·ligència i rigor el realisme i la ficció amb una mirada de plena actualitat sobre els problemes socials». El guardó estava dotat amb 30.000 euros. El 2023, Alcarràs va ser la pel·lícula més prestada a la Xarxa de Biblioteques Municipals de la Diputació de Barcelona.